# Harmony, Quận Rock, Wisconsin
Harmony là một thị trấn thuộc quận Rock, tiểu bang Wisconsin, Hoa Kỳ. Năm 2010, dân số của thị trấn này là 2.517 người.